# Eupithecia mediopuncta
Eupithecia mediopuncta är en fjärilsart som beskrevs av Karl Dietze 1910. Eupithecia mediopuncta ingår i släktet Eupithecia och familjen mätare. Inga underarter finns listade i Catalogue of Life.